# Tudanca
Tudanca település Spanyolországban, Kantábria autonóm közösségben. Tudanca Cabuérniga, Polaciones és Rionansa községekkel határos. Lakosainak száma 157 fő (2024).

## Népesség
A település népessége az elmúlt években az alábbi módon változott:
| Lakosok száma | 258  | 212  | 215  | 196  | 163  | 148  | 145  | 141  | 150  | 157  |
|               | 2001 | 2004 | 2007 | 2009 | 2012 | 2014 | 2017 | 2019 | 2022 | 2024 |